# Топлес
То́плес (англ. topless, дословный перевод «без верха», то есть без одежды для верхней части тела) — термин, обозначающий обнажённую верхнюю часть тела. В западной культуре употребление термина почти исключительно обозначает обнажение груди женщины, порождающее споры. Например, термин употребляется в отношении обнажения женской груди в местах, где обнажённая грудь мужчины считается нормой — чаще всего на пляже или в откровенно сексуализированных ситуациях (топлес-бар, топлес-клуб).
Основной целью появления топлес на пляже считается получение равномерного загара, без характерных светлых полосок от купальника на теле. Зачастую с целью защиты сосков от солнечных лучей на них крепятся круглые наклейки — стикини.
Иногда желание остаться без верхней части купальника связывают со стремлением продемонстрировать свою свободу или раскрепощённость.

## Историческая справка
С течением времени отношение к топлес сильно разнилось в разных культурах. До прибытия христианских миссионеров отсутствие одежды выше талии как у женщин, так и у мужчин являлось нормой в традиционных культурах Северной Америки, стран Африки, Австралии и островов Тихого океана. Практика топлес также была нормой в различных азиатских культурах до мусульманской экспансии в XIII—XIV веках. Это остаётся нормой во многих культурах коренных народов и до настоящего времени.

## Современное отношение
Фолсом-Стрит, США
Появление женщин топлес может восприниматься нормально в Южной Америке и большинстве стран Европы. В США и Канаде нравы гораздо более сдержанные, но и там движение Topfreedom выступает за равные права мужчин и женщин на появление в общественных местах с обнажённой грудью. В Канаде существует ассоциация Topfree Equal Rights Association, которая помогает женщинам, юридически преследуемым за появление в общественных местах, например на пляже, с обнажённой грудью. Эта ассоциация также борется за изменение местного законодательства с целью прекращения сексуальной дискриминации.

В день его смерти правые газеты в киосках были мгновенно заменены «Плейбоем», а женщины на пляжах тут же сняли лифчики.— Дрю Лоней, о конце правления в Испании каудильо Франко
В зависимости от индивидуальных мировоззрений каждого конкретного человека появление женщины с обнажённой грудью может связываться с нудизмом или эксгибиционизмом. Исследования Flip Flop Report показали рост количества девушек, предпочитающих загорать топлес.
Зачастую появление топлес в общественных местах имеет своей целью привлечение внимания общества и власти к определённым проблемам гендерного, социального или политического характера.